# Valle del Guadiaro
El Valle del Guadiaro o Distrito 2 es una de las cuatro divisiones administrativas del municipio andaluz de San Roque. Está conformado por la superficie del municipio situada en torno al río Guadiaro. A este distrito también se le conoce como Zona Norte, al estar situado en el territorio más septentrional del término municipal.

## Estructura
La tenencia de alcaldía del distrito está situada en la Avenida del Profesor Tierno Galván, en Guadiaro, y su representante es Eva Gil, del Partido Socialista Obrero Español.
El distrito comprende seis núcleos de población: Guadiaro, Pueblo Nuevo de Guadiaro, San Diego, San Enrique de Guadiaro, Sotogrande y Torreguadiaro. También se considera como parte del distrito el complejo turístico de San Roque Club. En el año 2020 contaba con 7.372 habitantes, siendo el segundo distrito en población tras San Roque Centro. Cerca del 40% de la población del distrito es extranjera.
El Valle del Guadiaro es la zona turística por excelencia de San Roque. Cuenta con seis campos de golf, un puerto deportivo, hoteles, restaurantes y varias playas, entre las que destacan las de Sotogrande, Torreguadiaro y Cala Sardina. Pueblo Nuevo es el principal espacio de compras del distrito y San Enrique es el espacio rural y agrícola, ofreciendo una imagen típica de pueblo gaditano.
El Partido Independiente Valle del Guadiaro, formación política establecida en este distrito y sin representación en el Ayuntamiento de San Roque, persigue desde 1995 la creación de un municipio independiente para el Valle del Guadiaro. En el primer intento realizado por vía administrativa, esta petición fue denegada por Decreto 312/1996 por parte de la Dirección general de la Administración Local y Justicia al no haberse acreditado el apoyo mayoritario de la población implicada en el proceso a la propuesta.
Destaca la importante riqueza natural del entorno.

## Galería de imágenes

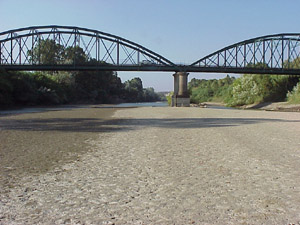
Puente de hierro sobre el río Guadiaro, símbolo del distrito.
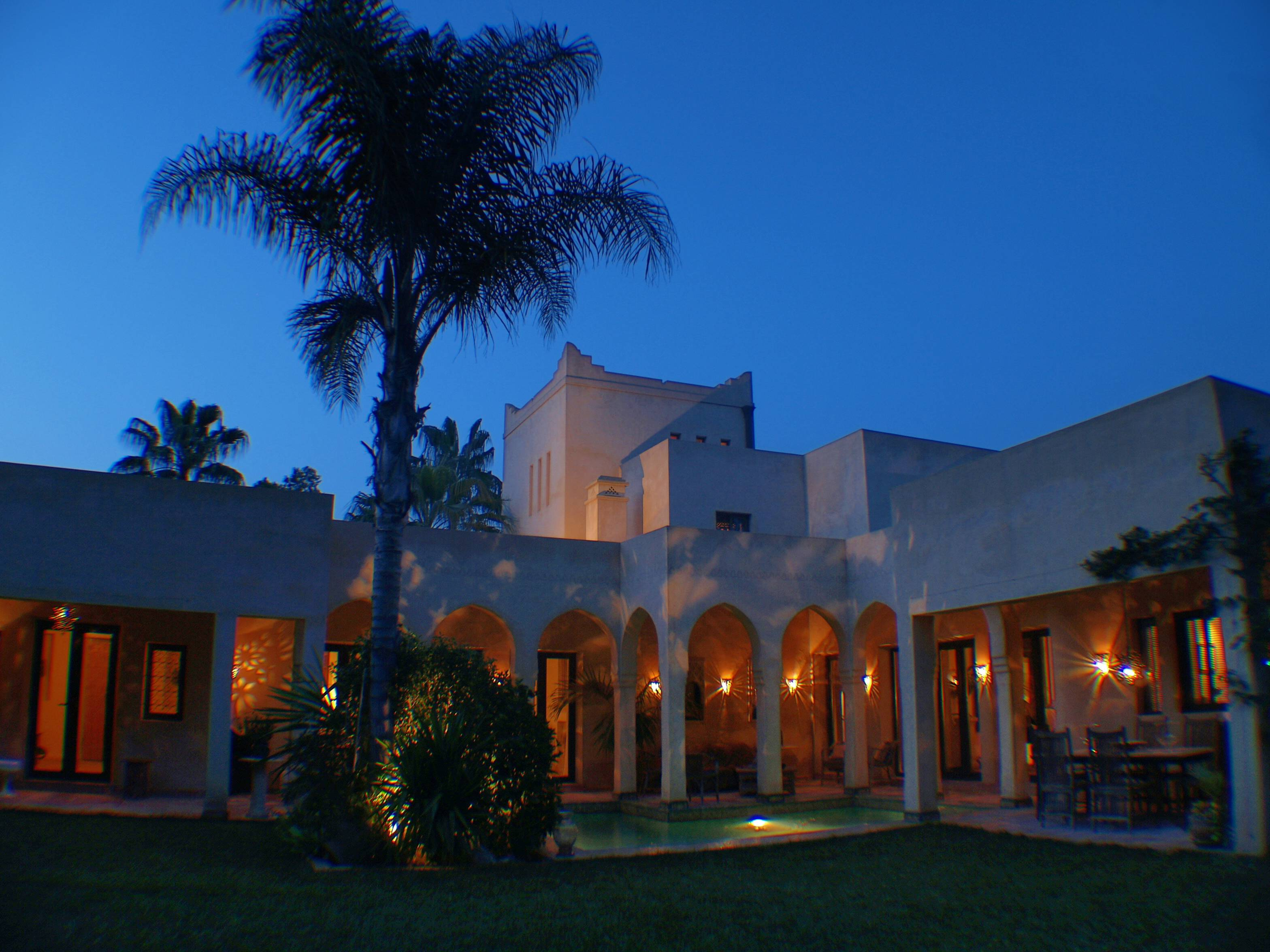
Villa morisca de Sotogrande.
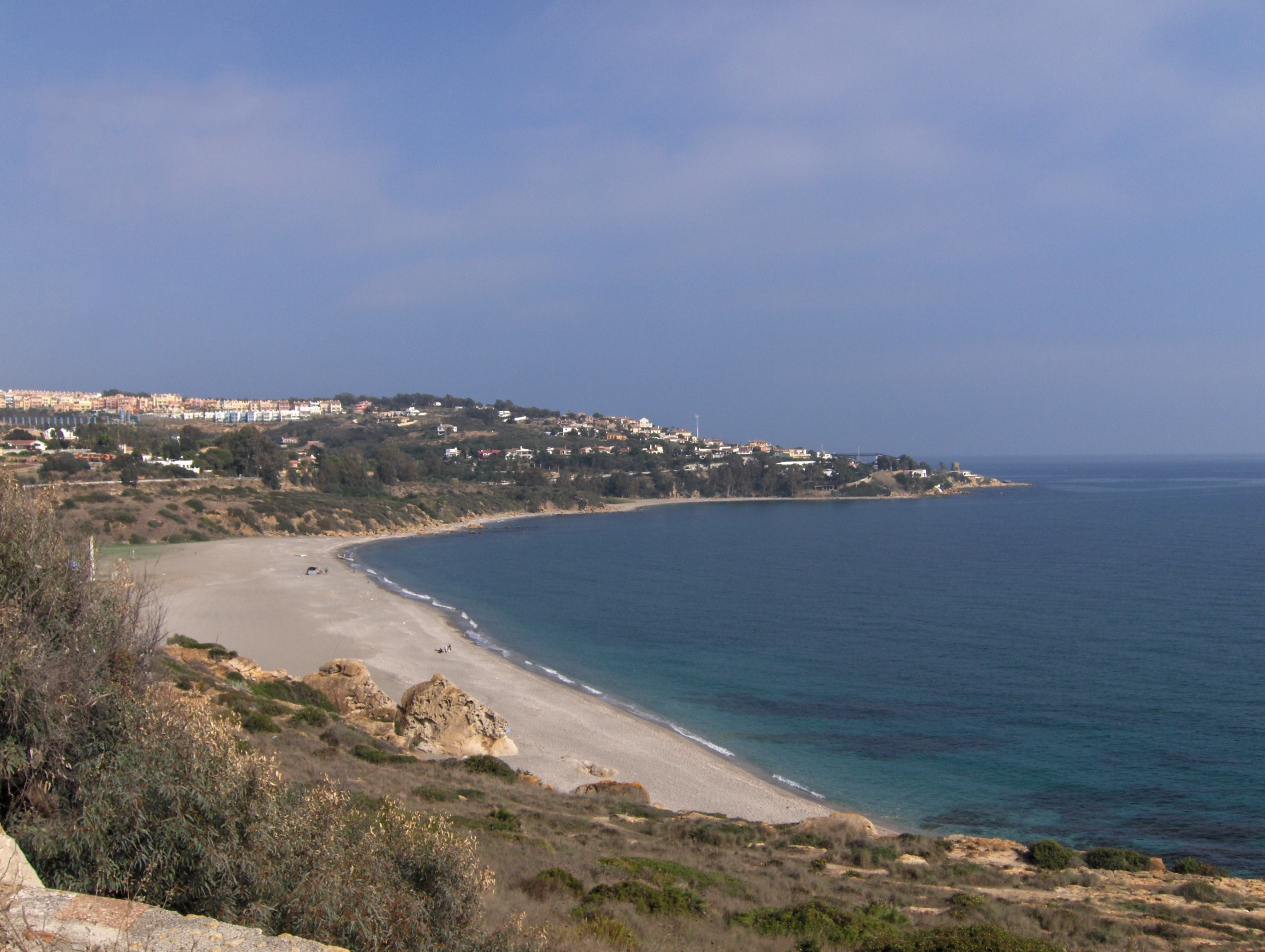
Playa de Cala Sardina, la más oriental de la provincia de Cádiz.
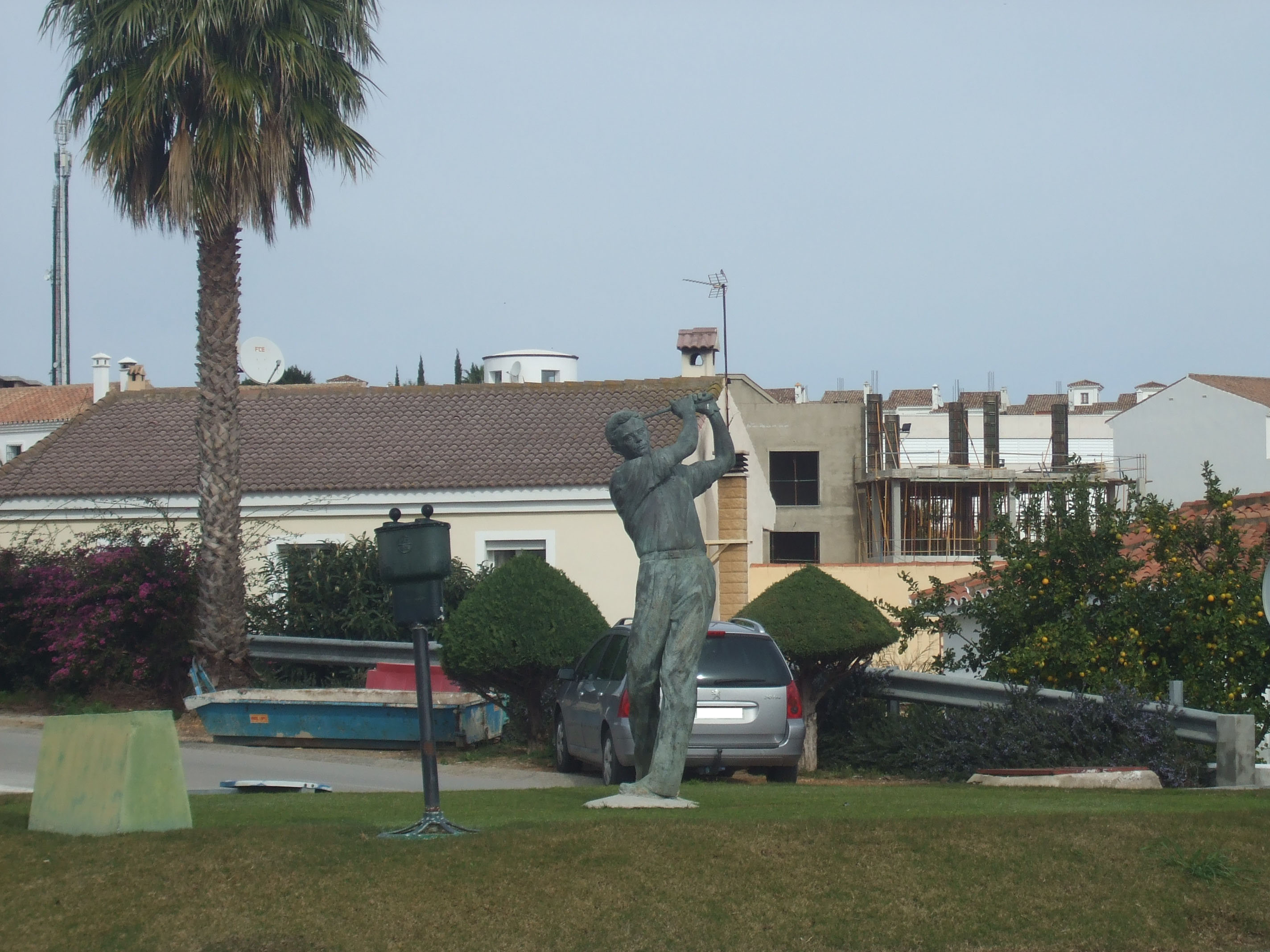
Monumento a los trabajadores del golf en Pueblo Nuevo de Guadiaro.
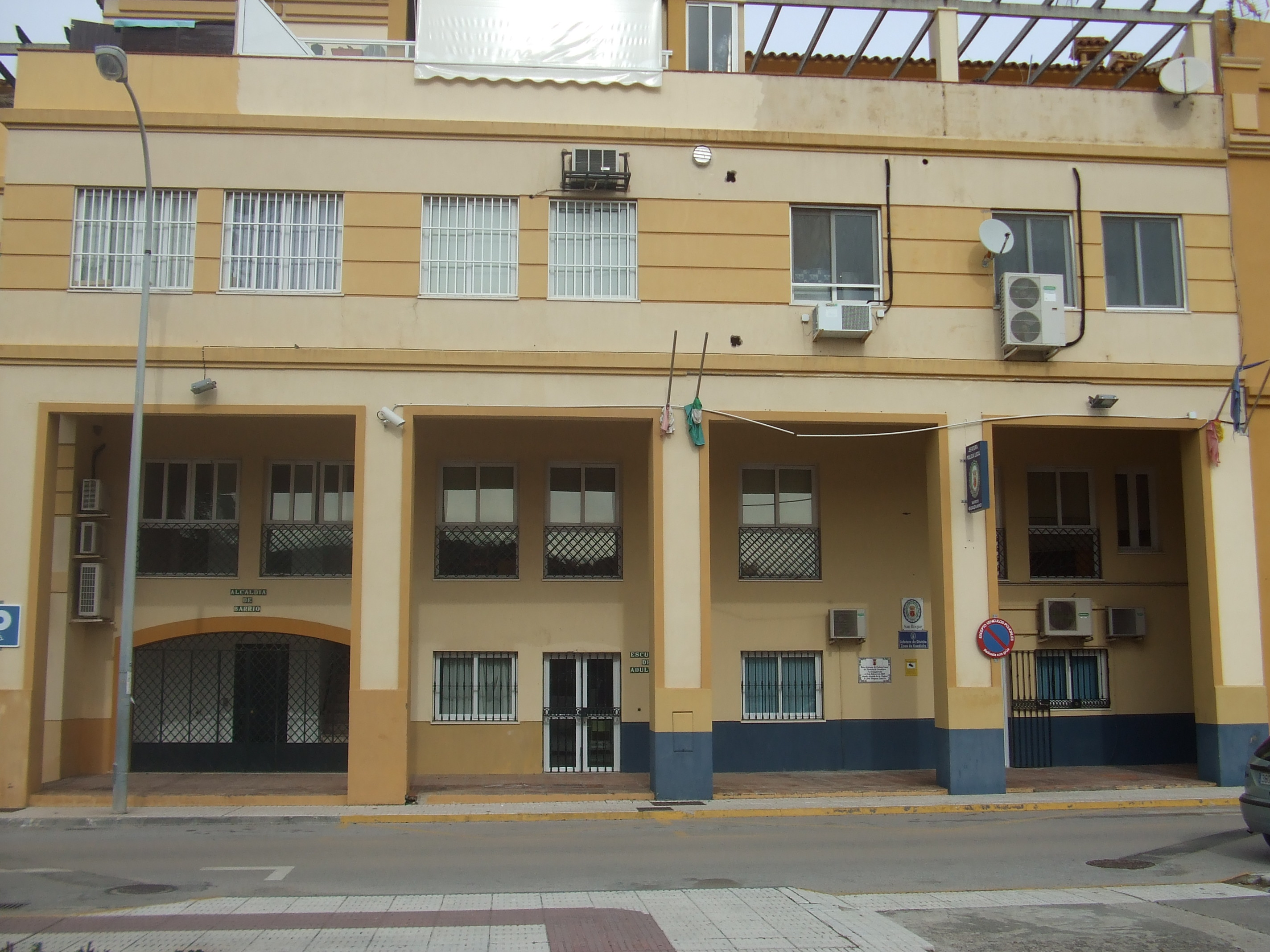
Tenencia de alcaldía del distrito.